# Принципи
Принципите били в началото копиеносци и по-късно меченосци в армиите на ранната Римска Република. Те били мъже в разцвета на силите си, които били богати, заможни и можели да си позволят добра екипировка. Те били по-силната част от пехотата на легиона и носили дълги щитове, и броня с добро качество. Основната им позиция била вторият боен ред. Били се в квинкунс формация, подкрепяни от лека пехота. Използването на принципи отпаднало след Марианските реформи през 107 г., пр. Хр.